# Irene Lindh
Lena Irene Lindh Sisth, född Lindh 13 oktober 1945 i Stockholm, är en svensk skådespelare, röstskådespelare och sångare.

## Biografi
Lindh blev som barn intresserad av teater och började i elvaårsåldern vid Vår Teater. Hon studerade vid Dramatens elevskola 1964–1967 med bland andra Marie Göranzon, Rolf Skoglund och Lena Nyman som klasskamrater och har sedan dess varit knuten till Dramaten. Hon gjorde sitt första framträdande i en statistroll i Troilus och Cressida 1967. På scen och film har hon samarbetat med regissörer som Ingmar Bergman, Alf Sjöberg, Erland Josephson, Lars Norén, Bo Widerberg med flera. Hon har även gästspelat utanför Dramaten som revyskådespelare.
Vid sidan av teatern är Lindh verksam som film- och TV-skådespelare. Hon debuterade 1967 i TV-serien Gumman som blev liten som en tesked. 2011–2012 hade hon en återkommande roll som Jenny Hultin i filmatiseringarna av Arne Dahls romaner. Hon är även verksam som röstskådespelare och har gjort rösten till Petunia Dursley i filmerna om Harry Potter.
Tillsammans med Bibi Andersson och Margaretha Byström skrev hon pjäsen Strindbergs kvinnor som spelades på Dramaten 1993. Trion vidareutvecklade denna till en ny pjäs, Var tog du elden?, som spelades första gången 1996 på Intima teatern och Scalateatern och därefter på turné, bland annat i utlandet.
Hon är också sångare och har bland annat givit ut en inspelning med Carl Jonas Love Almqvists Songes som hon sjöng på sin vän Astrid Lindgrens begravning.

## Priser och utmärkelser
- 2004 – O'Neill-stipendiet
- 2005 – Litteris et Artibus
- 2007 – Carl Åkermarks stipendium av Svenska Akademien[1]
- 2019 - Gunn Wållgren-stipendiet[3]

## Filmografi (i urval)
| År   | Titel                                                         | Roll                                                                      | Notering                       |
| ---- | ------------------------------------------------------------- | ------------------------------------------------------------------------- | ------------------------------ |
| 1960 | Familjen Flinta                                               | Wilma Flinta                                                              | TV-serie (röst, dubbad senare) |
| 1967 | Gumman som blev liten som en tesked                           | Lärarinna                                                                 | TV-serie                       |
| 1968 | Rötter                                                        |                                                                           |                                |
| 1973 | Lärarrummet                                                   |                                                                           |                                |
| 1977 | Bröderna                                                      |                                                                           | TV-serie                       |
| 1978 | System 84                                                     |                                                                           |                                |
| 1979 | Misantropen                                                   |                                                                           |                                |
| 1981 | Spider-Man and His Amazing Friends                            | Angelica Jones/Eldstjärnan och Faster May                                 | TV-serie, röst                 |
| 1981 | Smurfarna                                                     | Hogatha/Moder Natur/Gargamels mamma                                       | TV-serie, röst i omdubb        |
| 1981 | Victor eller När barnen tar makten                            |                                                                           |                                |
| 1981 | Solens tempel                                                 |                                                                           | Röst i omdubb                  |
| 1983 | Drakar & Demoner                                              |                                                                           | TV-serie, röst                 |
| 1985 | Lösa förbindelser                                             |                                                                           | TV-serie                       |
| 1986 | På liv och död                                                |                                                                           |                                |
| 1987 | Duck Tales                                                    | Fru Matilda och Mamma Buse                                                | TV-serie, röst                 |
| 1987 | Goda grannar                                                  |                                                                           | TV-serie                       |
| 1988 | Min granne Totoro                                             |                                                                           | Röst                           |
| 1989 | Kikis expressbud                                              | Bertha                                                                    | Röst                           |
| 1990 | Hebriana                                                      |                                                                           |                                |
| 1990 | Farbror Joakim och Knattarna i jakten på den försvunna lampan | Fru Matilda                                                               | Röst                           |
| 1991 | Skönheten och odjuret                                         |                                                                           | Röst                           |
| 1992 | Sailor Moon                                                   | Mako Kino/Sailor Jupiter, drottning Morga, fröken Haruna och Annies mamma | Röst                           |
| 1994 | Du bestämmer                                                  |                                                                           | TV-serie                       |
| 1995 | Snoken                                                        |                                                                           | TV-serie                       |
| 1996 | Vinterviken                                                   |                                                                           |                                |
| 1996 | Ett sorts Hades                                               |                                                                           |                                |
| 1996 | Anna Holt – polis                                             | Gästroll                                                                  | TV-serie                       |
| 1997 | Cheek to Cheek                                                |                                                                           |                                |
| 1998 | Lejonkungen II - Simbas skatt                                 | Zira                                                                      | Röst                           |
| 1998 | Dr. Dolittle                                                  | Ugglan                                                                    | Röst                           |
| 1999 | Kurage, den hariga hunden                                     | Märta                                                                     | TV-serie, röst                 |
| 2001 | Harry Potter och de vises sten                                | Petunia Dursley                                                           | Röst                           |
| 2002 | Spy Kids 2 - De förlorade drömmarnas ö                        | Mormor                                                                    | Röst                           |
| 2002 | Harry Potter och Hemligheternas kammare                       | Petunia Dursley                                                           | Röst                           |
| 2004 | Kogänget                                                      | Fru Caloway                                                               | Röst                           |
| 2004 | Harry Potter och fången från Azkaban                          | Petunia Dursley                                                           | Röst                           |
| 2006 | Natt på museet                                                | Arbetsförmedlaren Debbie                                                  | Röst                           |
| 2007 | Harry Potter och Fenixorden                                   | Petunia Dursley                                                           | Röst                           |
| 2007 | Winx Club: The Secret of the Lost Kingdom                     | Mandragora                                                                | Röst                           |
| 2009 | Alvin och gänget 2                                            | Tant Jackie Seville                                                       | Röst                           |
| 2010 | Sound of Noise                                                |                                                                           |                                |
| 2010 | Lånaren Arrietty                                              | Faster Lupy                                                               | Röst                           |
| 2011 | Arne Dahl: Misterioso                                         |                                                                           | TV-serie                       |
| 2012 | Arne Dahl: Upp till toppen av berget                          |                                                                           | TV-serie                       |
| 2012 | Arne Dahl: De största vatten                                  |                                                                           | TV-serie                       |
| 2012 | Arne Dahl: Europa Blues                                       |                                                                           | TV-serie                       |
| 2012 | Ice Age 4: Jorden skakar loss                                 | Mommo                                                                     | Röst                           |
| 2012 | Arne Dahl: Ont blod                                           |                                                                           | TV-serie                       |
| 2014 | Kikis expressbud                                              | Bertha                                                                    | Röst                           |
| 2015 | Ronja Rövardotter                                             | Berättare                                                                 | TV-serie, röst                 |
| 2016 | Ice Age 5: Scratattack                                        | Mommo                                                                     | Röst                           |
| 2016 | Stora vänliga jätten                                          | Drottningen                                                               | Röst                           |
| 2016 | Your Name                                                     | Mormor Hitoha Miyamizu                                                    | Röst                           |
| 2017 | Ducktales                                                     | Fru Matilda                                                               | TV-serie, röst                 |
| 2017 | Mary och häxans blomma                                        | Faster Charlotte                                                          | Röst                           |
| 2018 | Sthlm Rekviem                                                 |                                                                           | TV-serie                       |
| 2018 | Spider-Man: Into the Spider-Verse                             | Faster May Parker                                                         | Röst                           |
| 2019 | Helt perfekt                                                  | Evas mamma                                                                | TV-serie                       |
| 2020 | Tsunami                                                       | Mary                                                                      | TV-serie                       |
| 2025 | Stenbeck                                                      | Märtha Stenbeck                                                           | TV-serie                       |

## Teater

### Roller (ej komplett)
| År   | Roll                 | Produktion                                                                     | Regi                  | Teater                |
| ---- | -------------------- | ------------------------------------------------------------------------------ | --------------------- | --------------------- |
| 1967 |                      | En midsommarnattsdröm (A Midsummer Night's Dream) William Shakespeare          | Donya Feuer           | Parkteatern/ Dramaten |
| 1967 | Barnet Flickan       | Om fem år (Asi que pasen cinco años) Federico García Lorca                     | Donya Feuer           | Dramaten              |
| 1969 | Anita                | Bröllopsfesten (Hochzeit) Elias Canetti                                        | Donya Feuer           | Dramaten              |
| 1971 | Majlis               | Sol, vad vill du mig? Birger Norman                                            | Ingvar Kjellson       | Dramaten              |
| 1974 | Albina               | Britannicus Jean Racine                                                        | Ernst Günther         | Dramaten              |
| 1976 | Hustrun              | Gud bevare omgivningen när en människa får en idé Stig Ossian Ericson          | Per Sjöstrand         | Dramaten              |
| 1976 | Eva-Lisa             | Chez nous Per Olov Enquist och Anders Ehnmark                                  | Lars Göran Carlson    | Dramaten              |
| 1979 | Nadja                | Kollontaj Agneta Pleijel                                                       | Alf Sjöberg           | Dramaten              |
| 1983 | Masja                | Måsen (Чайка, Tjajka) Anton Tjechov                                            | Gunnel Lindblom       | Dramaten              |
| 1987 | Karro                | Titta det blöder Kristina Lugn                                                 | Staffan Roos          | Dramaten              |
| 1990 | Katherine Glass      | Hemlig extas (The Secret Rapture) David Hare                                   | Lars Amble            | Dramaten              |
| 1998 | Alisa                | Celestina (La Celestina) Federico García Lorca                                 | Robert Lepage         | Dramaten              |
| 1999 | Första guden         | Den goda människan från Sezuan (Der gute Mensch von Sezuan) Bertolt Brecht     | Thorsten Flinck       | Dramaten              |
| 2001 | Carla Pepperbloom    | Komisk talang (Comic Potential) Alan Ayckbourn                                 | Agneta Ehrensvärd     | Dramaten              |
| 2004 | Chi Yün              | Tre knivar från Wei Harry Martinson                                            | Staffan Valdemar Holm | Dramaten              |
| 2006 | Oinone, Fedras vän   | Fedra (Phèdre) Jean Racine                                                     | Karl Dunér            | Dramaten              |
| 2009 | Fru Page             | Muntra fruarna i Windsor (The Merry Wives of Windsor) William Shakespeare      | John Caird            | Dramaten              |
| 2011 | Helen                | Natten är dagens mor Lars Norén                                                | Björn Melander        | Dramaten              |
| 2013 |                      | The Mental States of Sweden Mattias Andersson                                  | Mattias Andersson     | Dramaten              |
| 2014 | Hertiginnan av York  | Rickard III (The Life and Death of King Richard the Third) William Shakespeare | Stefan Larsson        | Dramaten              |
| 2016 | Helena Ekdahl        | Fanny och Alexander Ingmar Bergman                                             | Stefan Larsson        | Dramaten              |
| 2017 |                      | Ritter, Dene, Voss Thomas Bernhard                                             | Gunnel Lindblom       | Dramaten              |
| 2017 |                      | Stilla liv Lars Norén                                                          | Lars Norén            | Dramaten              |
| 2017 | Hertiginnan av York  | Rickard III (The Life and Death of King Richard the Third) William Shakespeare | Stefan Larsson        | Dramaten              |
| 2018 |                      | Ritter, Dene, Voss Thomas Bernhard                                             | Gunnel Lindblom       | Dramaten              |
| 2019 | Förste skådespelaren | Hamlet William Shakespeare                                                     | Sofia Adrian Jupither | Dramaten              |
| 2022 | 1                    | Solitaire Lars Norén                                                           | Sofia Adrian Jupither | Dramaten              |
| 2023 | Mormor               | Lille Eyolf Henrik Ibsen                                                       | Stefan Larsson        | Dramaten              |